# Boh (Woreda)
Boh ist einer von vier Verwaltungsbezirken (Woredas) in der Warder-Zone der Somali-Region von Äthiopien. Hauptort der Woreda ist das gleichnamige Boh. Boh liegt an der Grenze zu Somalia bzw. zu Somaliland und Puntland und ist die östlichste Woreda von ganz Äthiopien.
Das Gebiet der Woredas Boh und Geladi gehört zum Haud und ist von Somali bewohnt, die hauptsächlich zu den Clans der Majerteen- und Dolbohanta-Darod gehören und als nomadische Viehzüchter leben. Bis Mitte des 20. Jahrhunderts war in diesem Gebiet in der Trockenzeit jeweils wenig Wasser verfügbar, sodass die Nomaden zu den Brunnen von Warder und umliegenden Orten sowie nach Gaalkacyo, Las Anod oder Garoowe in Somalia auswichen. In jüngerer Zeit ist die Zahl der Wasserstellen gestiegen: 1963 wurde ein Bohrloch in Boh gegraben, weitere Löcher folgten in den 1970er Jahren in Docmo und Dogob. Zusätzlich entstanden seit den 1970er Jahren zahlreiche private birkas, unterirdische Wasserreservoirs. Diese Entwicklungen haben es möglich gemacht, dass die früher vorwiegend in der Regenzeit genutzten Weidegebiete nun auch in der Trockenzeit beweidet werden. Dies hat jedoch auch dazu geführt, dass die wichtigsten Futterpflanzen knapper geworden sind.
Gemäß Volkszählung von 2007 hat die Woreda Boh 103.074 Einwohner, wovon 8,91 % (9.188) in städtischen Gebieten leben. Größere Orte sind der Hauptort Boh mit 5.082 und Dimeriad mit 1.592 Einwohnern (2005). 1997 waren von 79.428 Einwohnern 99,99 % Somali, und 5,63 % (4.471) galten als Stadtbewohner.